# 能勢町立東中学校
能勢町立東中学校（のせちょうりつ ひがしちゅうがっこう）は、大阪府豊能郡能勢町にあった公立中学校。大阪府立能勢高等学校との間で連携型の中高一貫教育を実施していた。2016年3月に閉校し、能勢町立西中学校と統合の上、能勢町立能勢中学校が新設された。

## 沿革
1947年の学制改革に際し、現在の東中学校のルーツとなる中学校として、豊能郡東郷村・歌垣村学校組合立能勢中学校、豊能郡田尻村立中学校の2校がそれぞれ開校した。
能勢中学校は東郷村立東郷小学校（現在の能勢町立東郷小学校）・歌垣村立東郷小学校（現在の能勢町立歌垣小学校）の2ヶ所にそれぞれ分校を設置した。また田尻村立田尻中学校は田尻村立田尻小学校（現在の能勢町立田尻小学校）に併設した。
能勢中学校は1948年に地黄城跡（現・東中学校西側付近）に新校舎を設置し、1949年度より従来の2分校を統合して新校舎での授業を開始した。また田尻中学校は1949年、原林神社付近（現在の能勢町下田尻）に独立校舎を設置して移転している。
田尻村や歌垣村などは1956年に合併し、能勢町が発足した。一方で東郷村は能勢町発足時点では独立の村として存続し、3年後の1959年に能勢町に編入されている。これらに伴い田尻中学校は1956年に能勢町立となった。また能勢中学校は1956年東郷村能勢町学校組合立となり、1959年に学校組合を解消して能勢町立となった。
1961年には能勢中学校と田尻中学校が統合し、能勢町立東中学校が発足した。当初は旧能勢中学校・田尻中学校の2ヶ所を分教場としたが、1963年より現在地に統合移転した。
2003年から閉校まで大阪府立能勢高等学校との連携型中高一貫教育を行っていた。

### 年表
- 1947年4月1日 - 東郷村歌垣村学校組合立能勢中学校、田尻村立田尻中学校がそれぞれ開校。
- 1956年9月30日 - 能勢町の発足により、東郷村能勢町学校組合立能勢中学校、能勢町立田尻中学校とそれぞれ改称。
- 1959年5月3日 - 東郷村が能勢町に編入されたことに伴い、能勢中学校の学校組合を解消し能勢町立能勢中学校となる。
- 1961年4月1日 - 能勢町立能勢中学校と能勢町立田尻中学校を統合し、能勢町立東中学校が発足。旧学校をそれぞれ分教場とする。
- 1963年 - 現在地に移転。
- 1968年 - 大阪府教育委員会より教育優秀校として表彰を受ける。
- 2003年 - 大阪府立能勢高等学校と連携型中高一貫教育を開始。
- 2016年3月20日 - 閉校式[1]。
  - 能勢町立西中学校と統合し、能勢町立能勢中学校が新設される。

## 交通
- 能勢電鉄妙見線 妙見口駅 北へ約6.6km。
- 妙見口駅から阪急バス乗車、奥の院バス停下車。